# Charles Laval
Pour les articles homonymes, voir Laval.

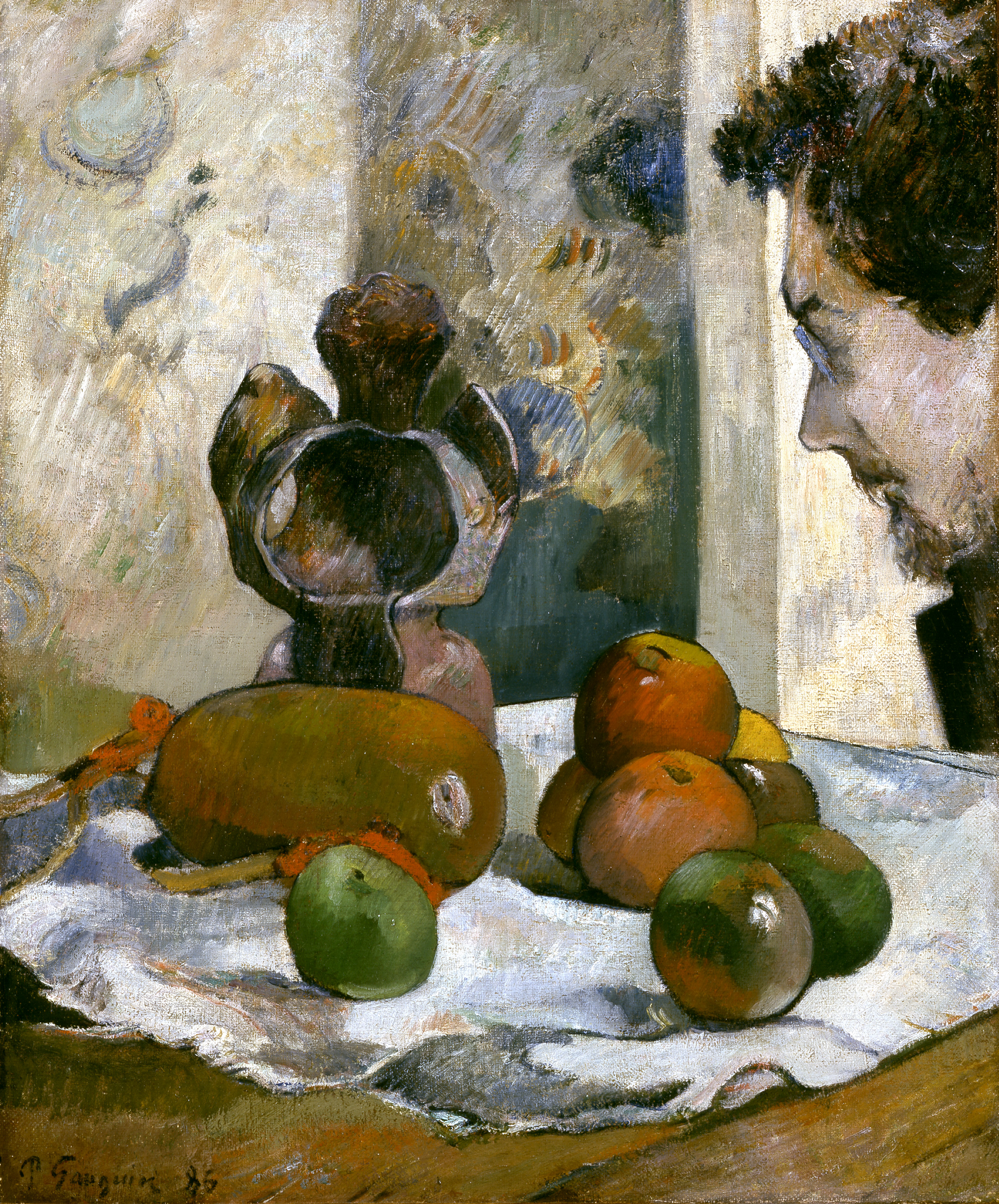
Paul Gauguin, Nature morte au profil de Laval (1886), musée d'art d'Indianapolis.

Charles Laval, né le 17 mars 1861 dans le 9e arrondissement de Paris, et mort le 26 avril 1894 dans le 14e arrondissement de Paris, est un peintre français de l'École de Pont-Aven, lié au mouvement du synthétisme.

## Biographie

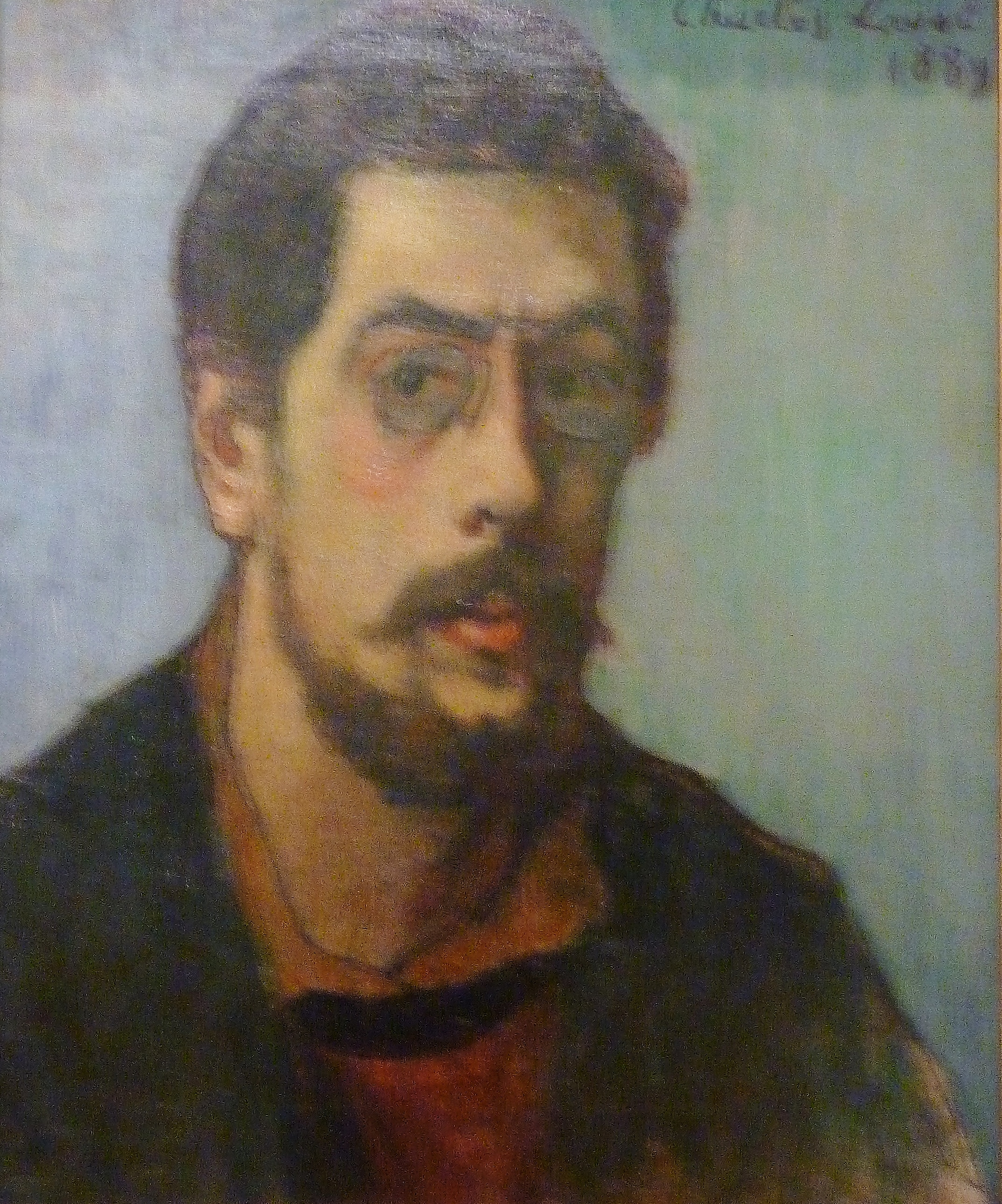
Charles Laval : Portrait de l'artiste (huile sur toile, 1889, musée d'Orsay)

### Les années de formation
Fils d'un architecte élève d'Henri Labrouste, et d'une mère polonaise, Charles Laval voit le jour en 1861 à Paris. Élève de Léon Bonnat et de Fernand Cormon, Laval envoie au Salon de 1880 un paysage bucolique, Cour de ferme à Barbizon. Il participe au Salon de 1883. Parmi ses camarades d'atelier, il fréquente Henri de Toulouse-Lautrec, Émile Bernard et Louis Anquetin, qui élabore à la fin des années 1880 ses théories cloisonnistes.
De cette période subsiste la trace de trois œuvres perdues, dont deux portraits, son genre de prédilection. Son confrère Henri Delavallée, qu'il connaît à Pont-Aven en 1886, évoque un style proche d'Edgar Degas tandis qu'Émile Bernard se souvient d'une « belle manière noire ».

### La rencontre avec Gauguin
Paul Gauguin et Laval se rencontrent à la Pension Gloanec à Pont-Aven en 1886 et se lient d'amitié.
En quête d'un exotisme qui pourrait leur fournir la clé d'un art « autre », Laval et Gauguin partent en 1887 pour le Panama. Afin de gagner quelques subsides, Laval exécute des portraits académiques (tous perdus), mettant à profit son expérience reçue chez Léon Bonnat. Une série de mésaventures conduisent Laval et Gauguin à quitter le continent pour la Martinique, où un musée leur est désormais consacré.
Il y réalise une petite série de paysages diaprés aux couleurs éclatantes, longtemps attribués à Gauguin. À bien des égards, les toiles martiniquaises de Laval devancent celles de Gauguin : Laval compose ses peintures selon les structures cadencées de Pierre Puvis de Chavannes, tout en simplifiant ses figures dans de souples arabesques décoratives. Monumentales et intemporelles, ses Femmes de la Martinique se situent à mille lieues d'un reportage colonial.

### Le synthétisme
Atteint de dysenterie et sujet à des crises de démence, tentant même le suicide, Laval ne rentre des Antilles qu'en 1888, quelques mois après son illustre compagnon. Il en rapporte des toiles et des aquarelles qui fascinent Gauguin. Entre-temps, Gauguin a sympathisé avec le jeune Émile Bernard. Aux Bretonnes dans la prairie de Bernard et à la Vision après le Sermon de Gauguin, tableaux-manifestes du synthétisme par leurs aplats de couleurs pures cernés d'un trait marqué, leur absence de perspective géométrique, les formes simplifiées, leur rythmique décorative, leur mise en page et le cadrage japonisants, répond Allant au marché de Laval. Les trois artistes façonnent ensemble la nouvelle syntaxe plastique. Réalisé vers la même époque, un Paysage breton montre une tendance marquée vers l'abstraction du motif, dilué en de grandes plages de couleurs irisées.
Bien des années plus tard, lorsque Laval sera oublié, Bernard et Gauguin, devenus ennemis irréductibles, revendiqueront l'un comme l'autre l'invention de ce système pictural révolutionnaire, occultant le rôle d'un Laval qui, discrètement, apportait son talent poétique au synthétisme.
À Pont-Aven, Laval, malade de tuberculose, peint très peu. Dans le cadre d'une série d'échanges, Vincent van Gogh lui commande un Autoportrait dont le Hollandais louera avec enthousiasme les qualités psychologiques.

### Influences et héritage
Par la suite, Laval expose dix toiles aux côtés de Gauguin, Émile Bernard, Louis Anquetin, George-Daniel de Monfreid au Café Volpini, à l'occasion de l'Exposition universelle de 1889 à Paris. Les étranges icônes synthétistes frappent d'admiration les futurs nabis : Pierre Bonnard, Édouard Vuillard, Maurice Denis, Aristide Maillol, Paul Ranson et Suzanne Valadon. Plusieurs indices laissent à penser[réf. nécessaire] qu'Aristide Maillol, Cuno Amiet et Pierre Bonnard n'ont jamais oublié la leçon de Laval, pour sa touche zébrée comme pour ses thèmes édéniques et ses teintes nacrées.
On perd peu à peu la trace de Laval dont l'état de santé empire. Il rejoint Gauguin au Pouldu en 1889 et s'oriente vers un symbolisme plus religieux. En 1890, il se fiance à Madeleine Bernard, sœur d'Émile, au grand dam de Gauguin qui courtisait la jeune femme. Gauguin se brouille alors avec Laval, taxé d'ingratitude. Laval travaille jusqu'en 1893. Son mysticisme catholique le conduit à opérer, à l'instar de Bernard, un retour spectaculaire dans la peinture traditionnelle. Épuisé par une tuberculose aggravée de phtisie, il meurt en 1894 à Paris. Son frère Nino disperse son œuvre en vendant son fonds d'atelier.
À ce jour, seule une trentaine d'œuvres, huiles et dessins confondus, composent le catalogue raisonné de Charles Laval. De nombreux Gauguin apocryphes cachent probablement d'authentiques Laval[réf. nécessaire]. Malgré ces difficultés, le petit ensemble d'œuvres reconnues offre une grande diversité de thèmes et de genres dans un style homogène, fragile et vibrant, très distinct de Gauguin, bien que jugé plus impersonnel par Émile Bernard.

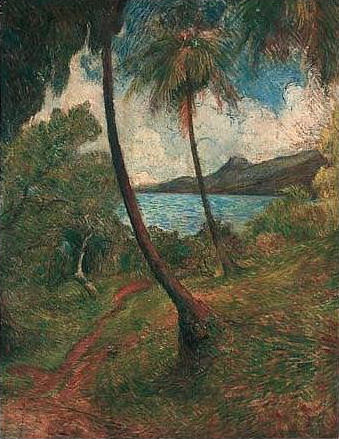
Charles Laval : Paysage de Martinique (huile sur toile, 1887) [anciennement attribué à Paul Gauguin]
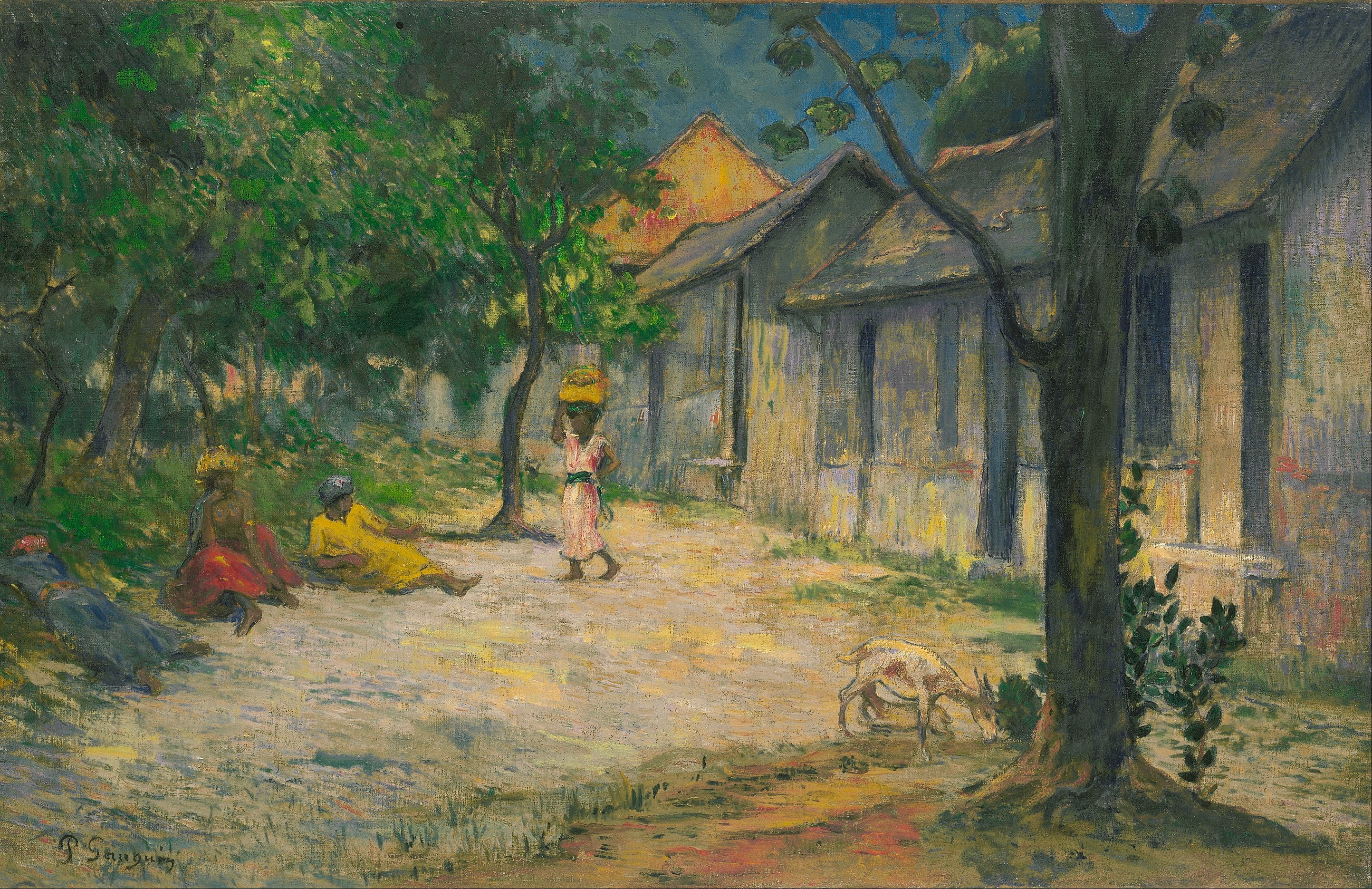
Charles Laval : Femme et chèvre dans le village (huile sur toile, 1887, musée d'Israël) [anciennement attribué à Paul Gauguin]

## Galerie

Œuvres de Charles Laval
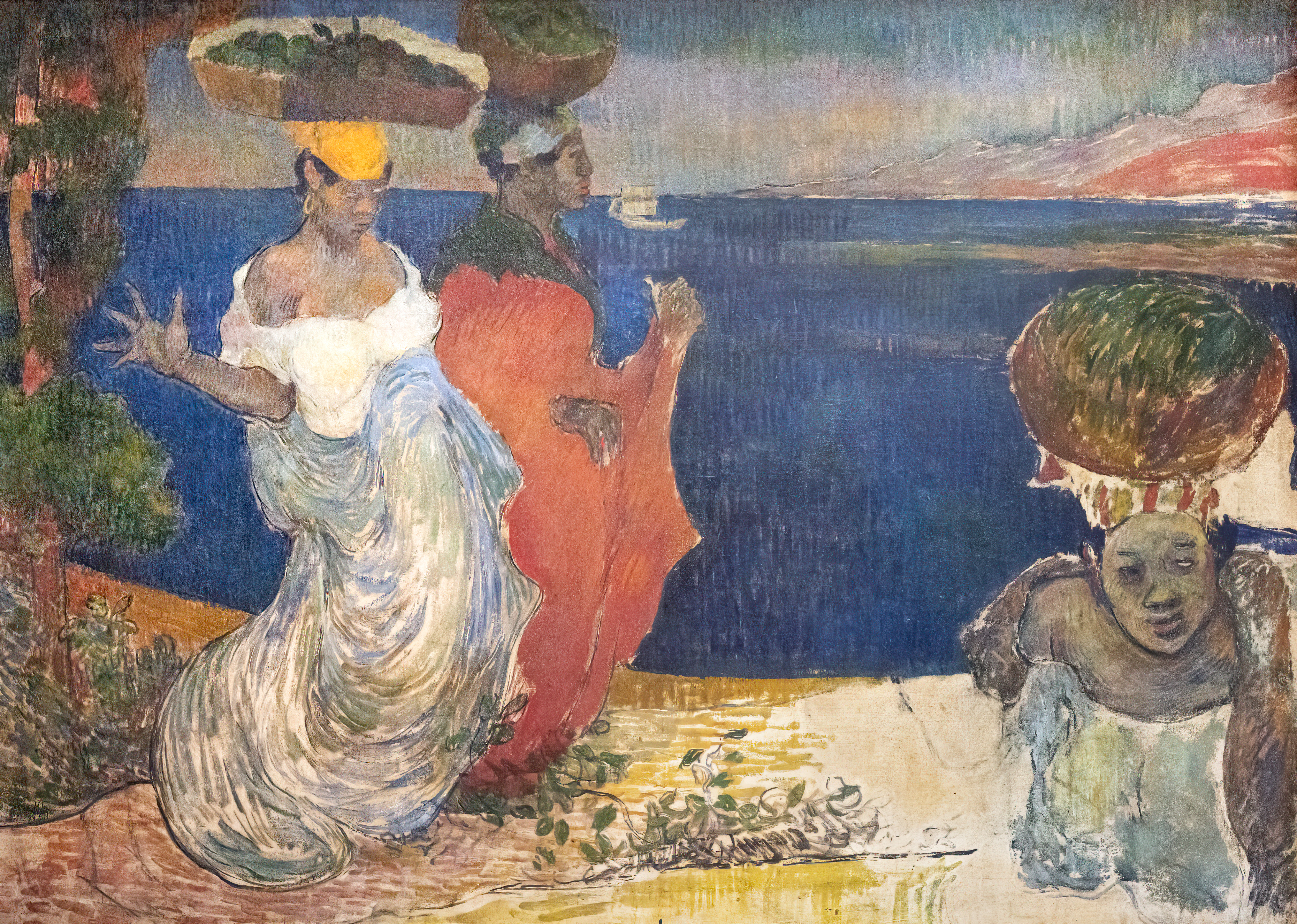
Charles Laval, Femmes au bord de la mer (1887), Paris, musée d'Orsay.
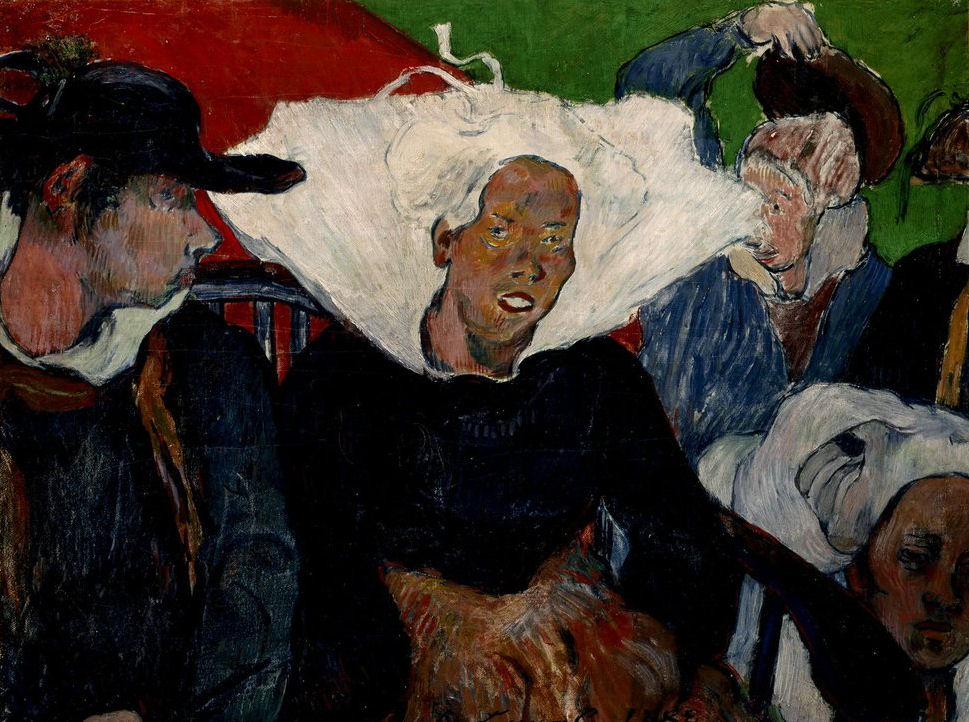
Charles Laval, Allant au marché (1888), musée d'art d'Indianapolis.
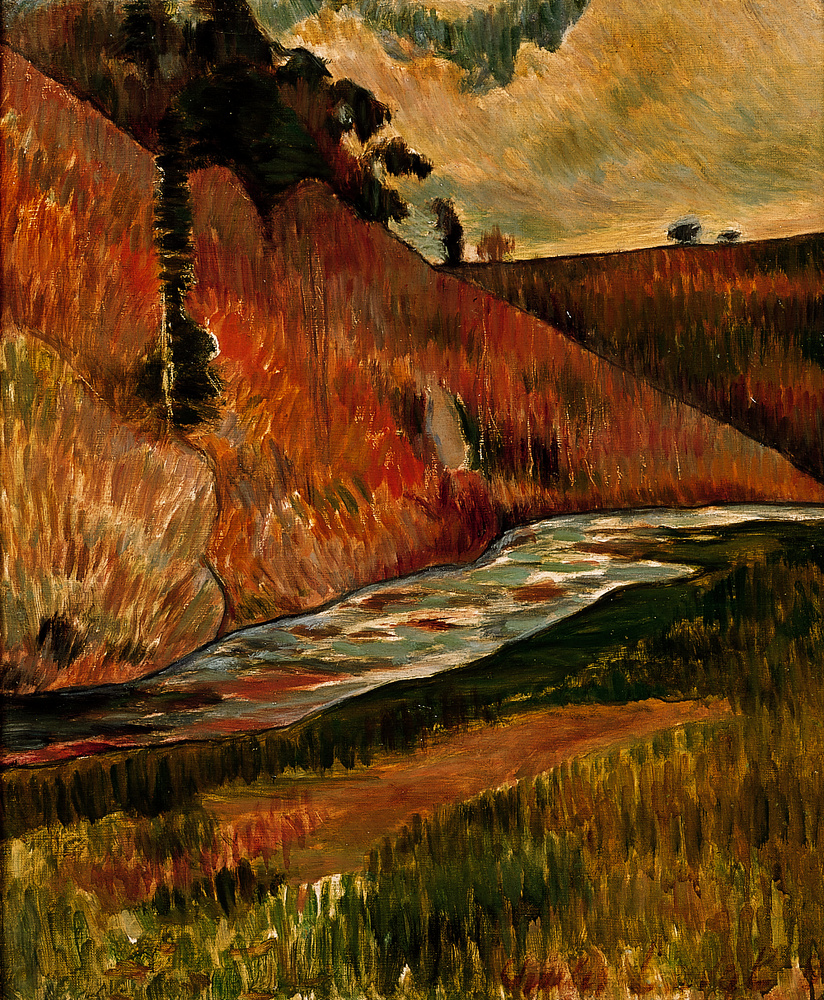
Charles Laval, Ruisseau, L'Aven (1888), musée d'art moderne et contemporain de Strasbourg.